# Habenaria leon-ibarrae
Habenaria leon-ibarrae là một loài thực vật có hoa trong họ Lan. Loài này được R.Jiménez & Carnevali mô tả khoa học đầu tiên năm 2001.